# Steenfabriek Rusthoven
Steenfabriek Rusthoven is een voormalige steenfabriek in het Nederlandse Wirdum aan kanaal het Damsterdiep. De steenfabriek dateert uit de 19e eeuw en sloot in 1965. Begin 21e eeuw werd de ruïne van de voormalige steenfabriek gerenoveerd, waaronder het verwijderen van asbest. Door diverse omstandigheden moest vanwege instortingsgevaar in 2013 de schoorsteen afgebroken worden. In 2018 werden diverse muren ook afgebroken na een brand. In 2020 werden van de restanten van de steenfabriek een onderkomen voor vleermuizen gemaakt.

## Afbeeldingen

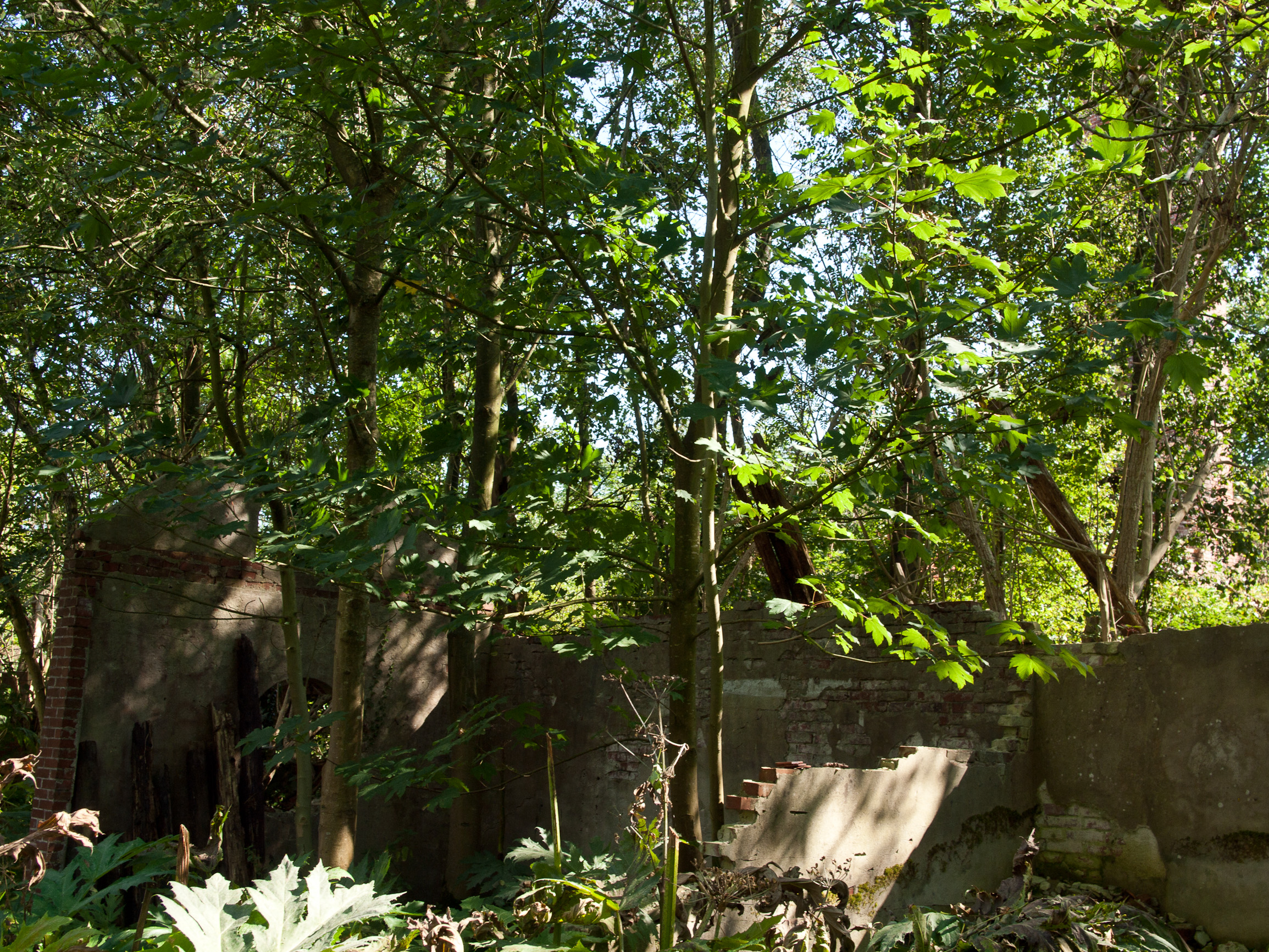
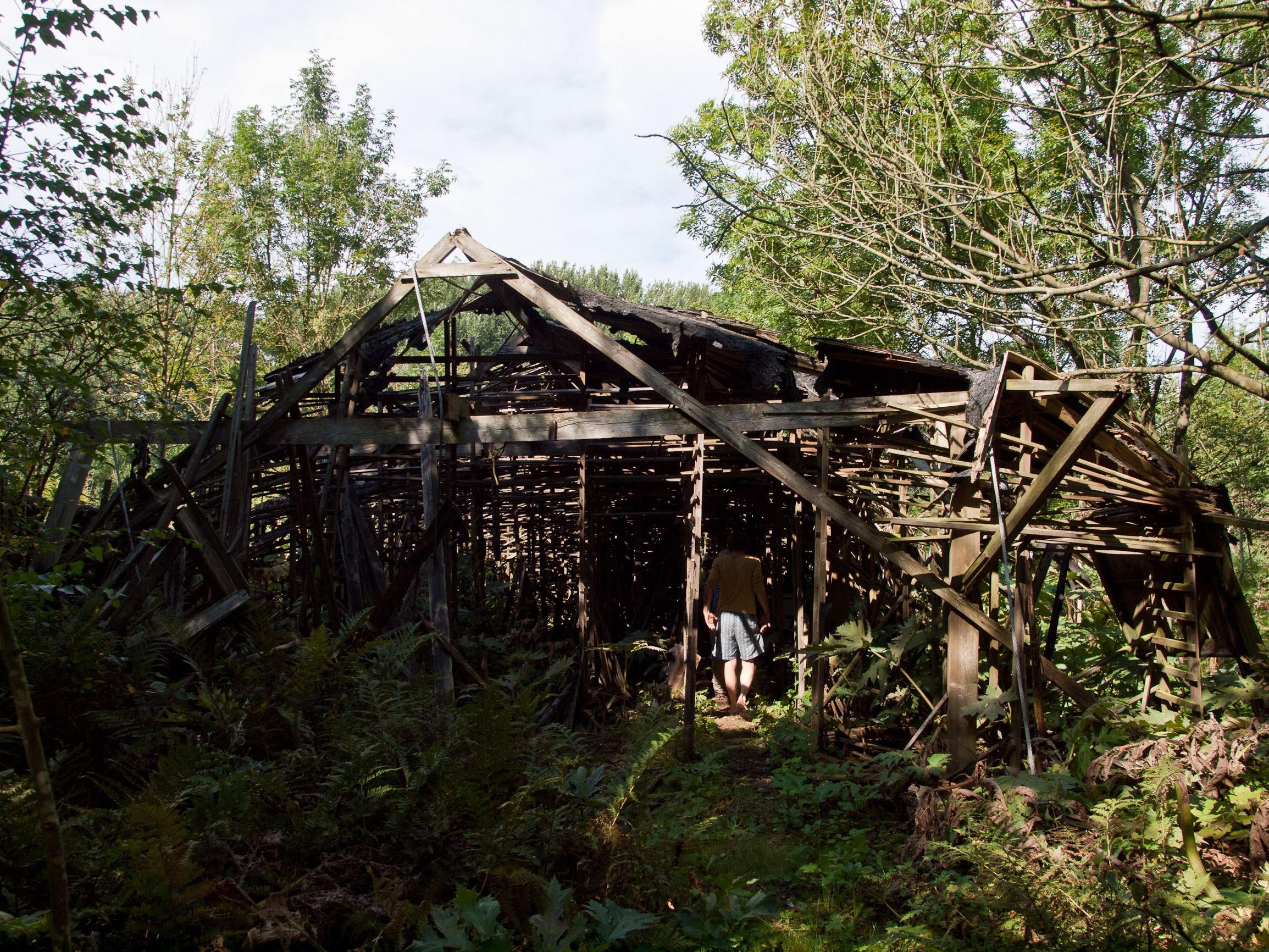
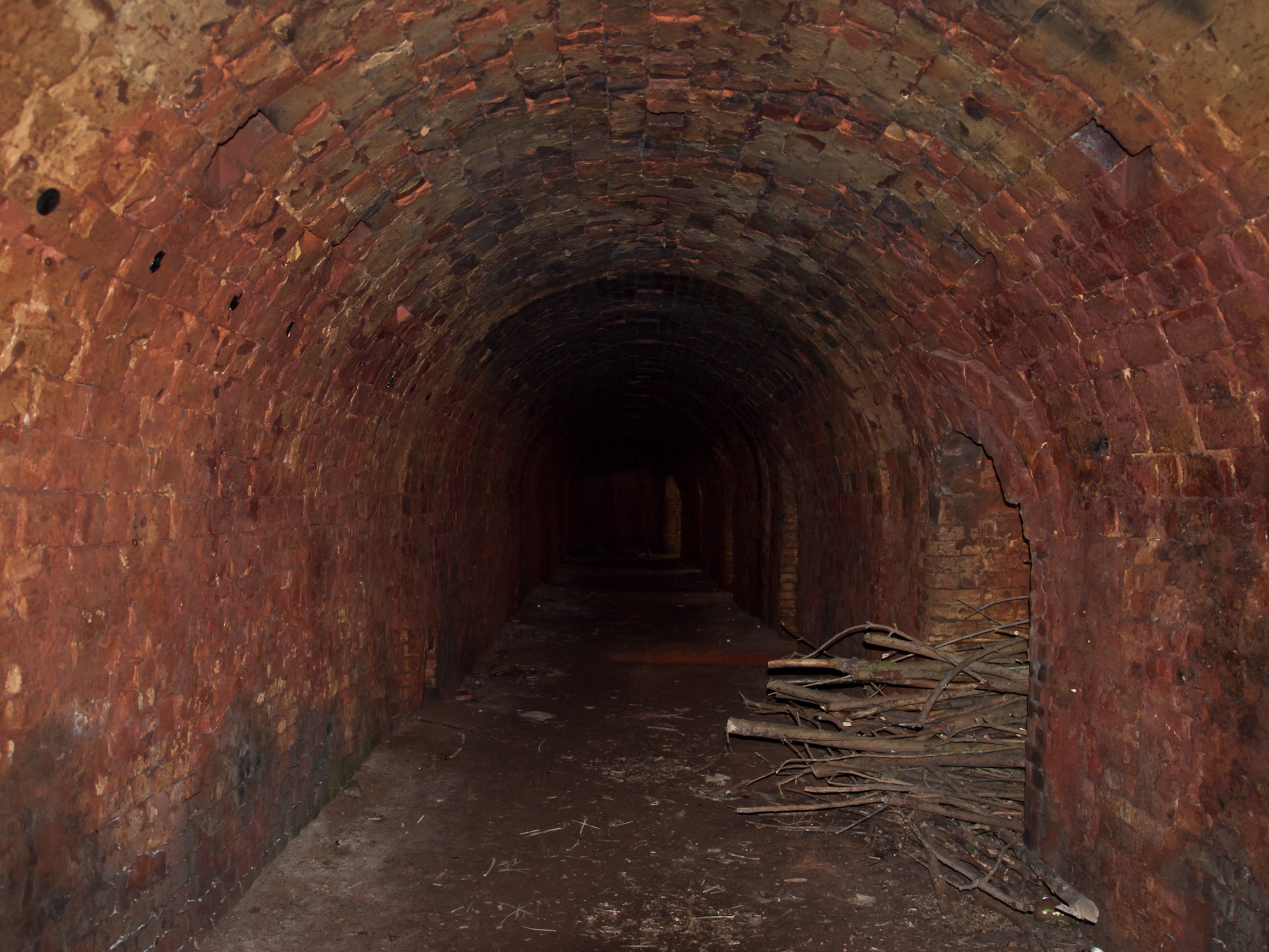
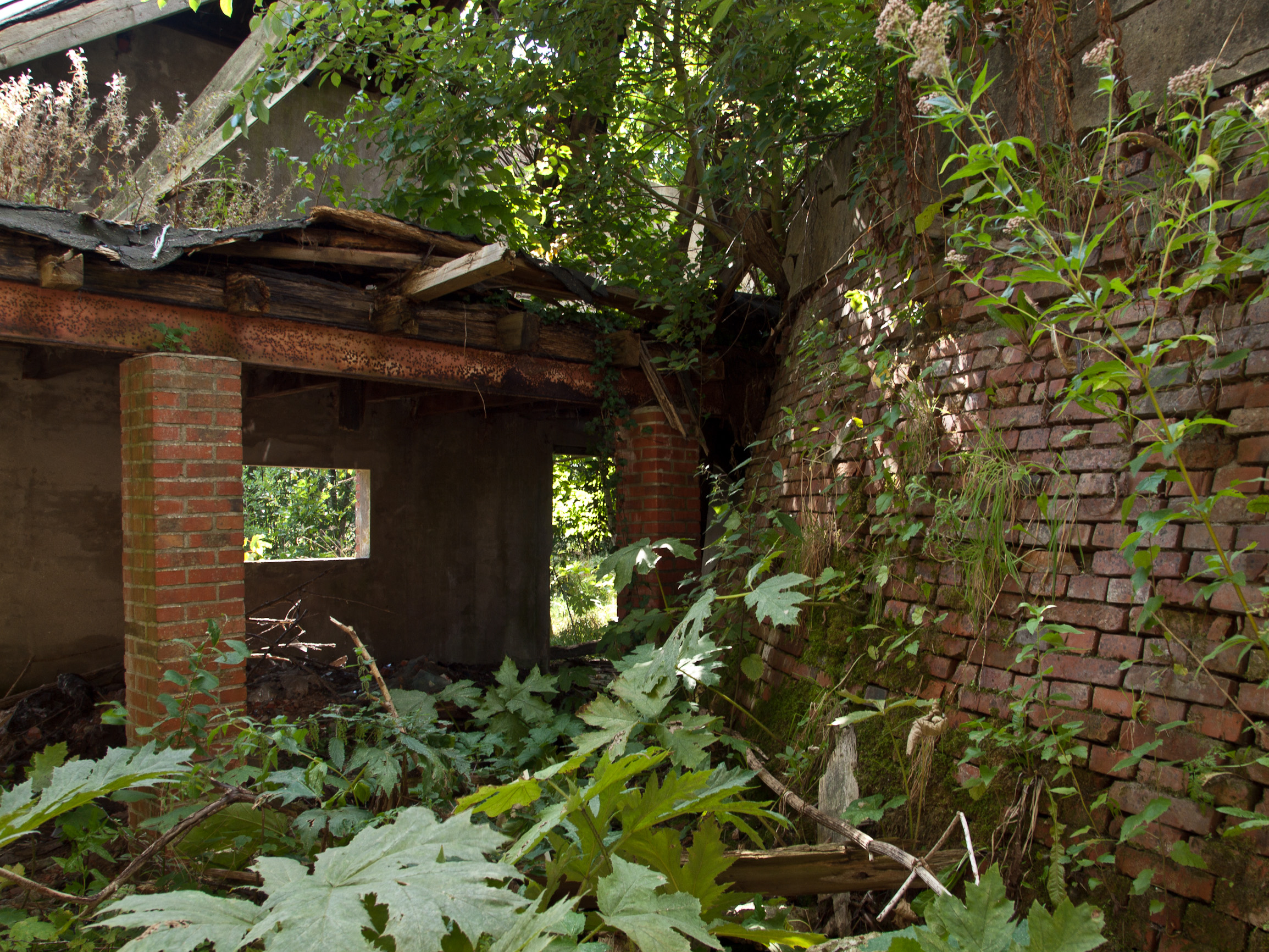
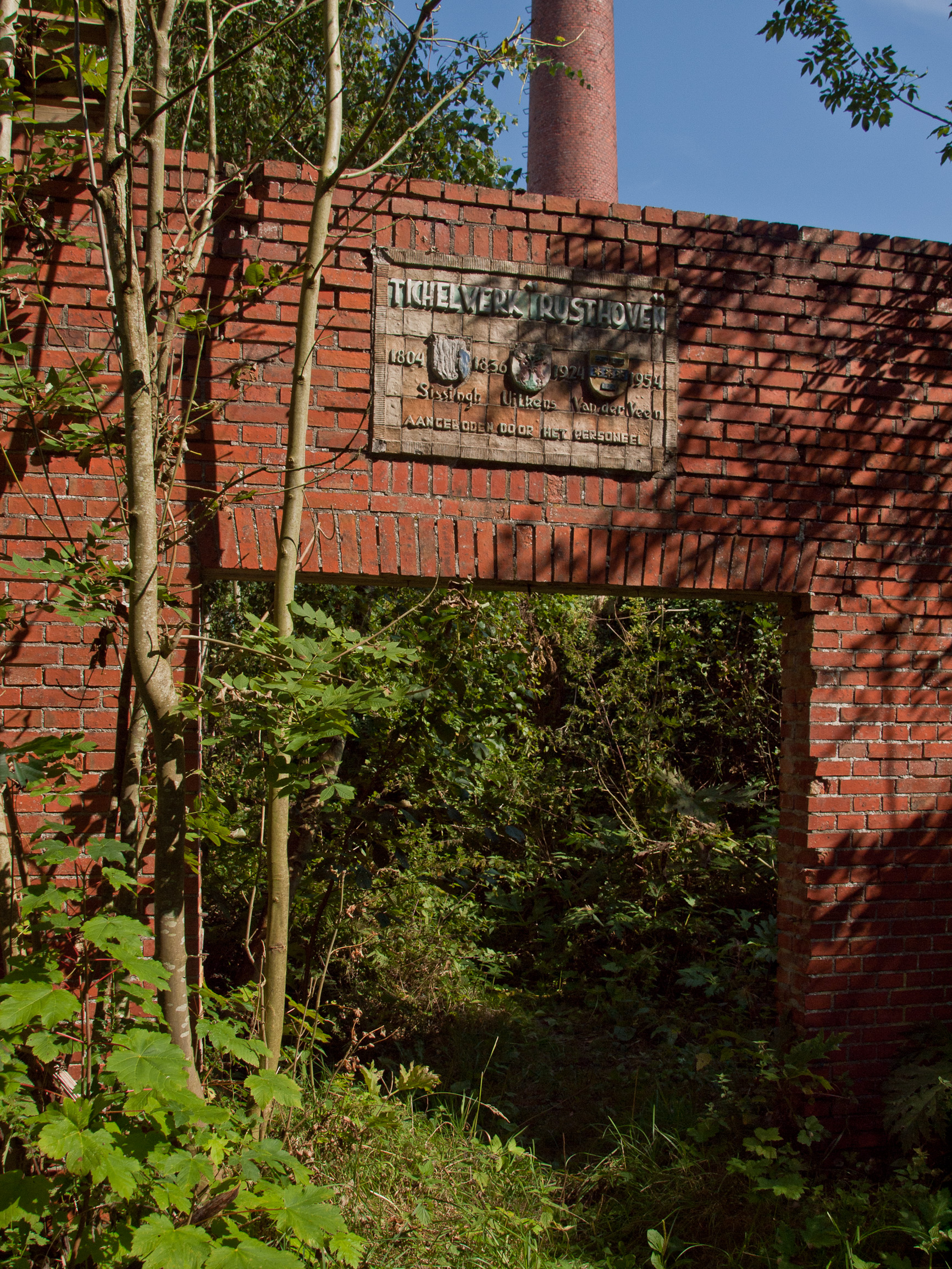
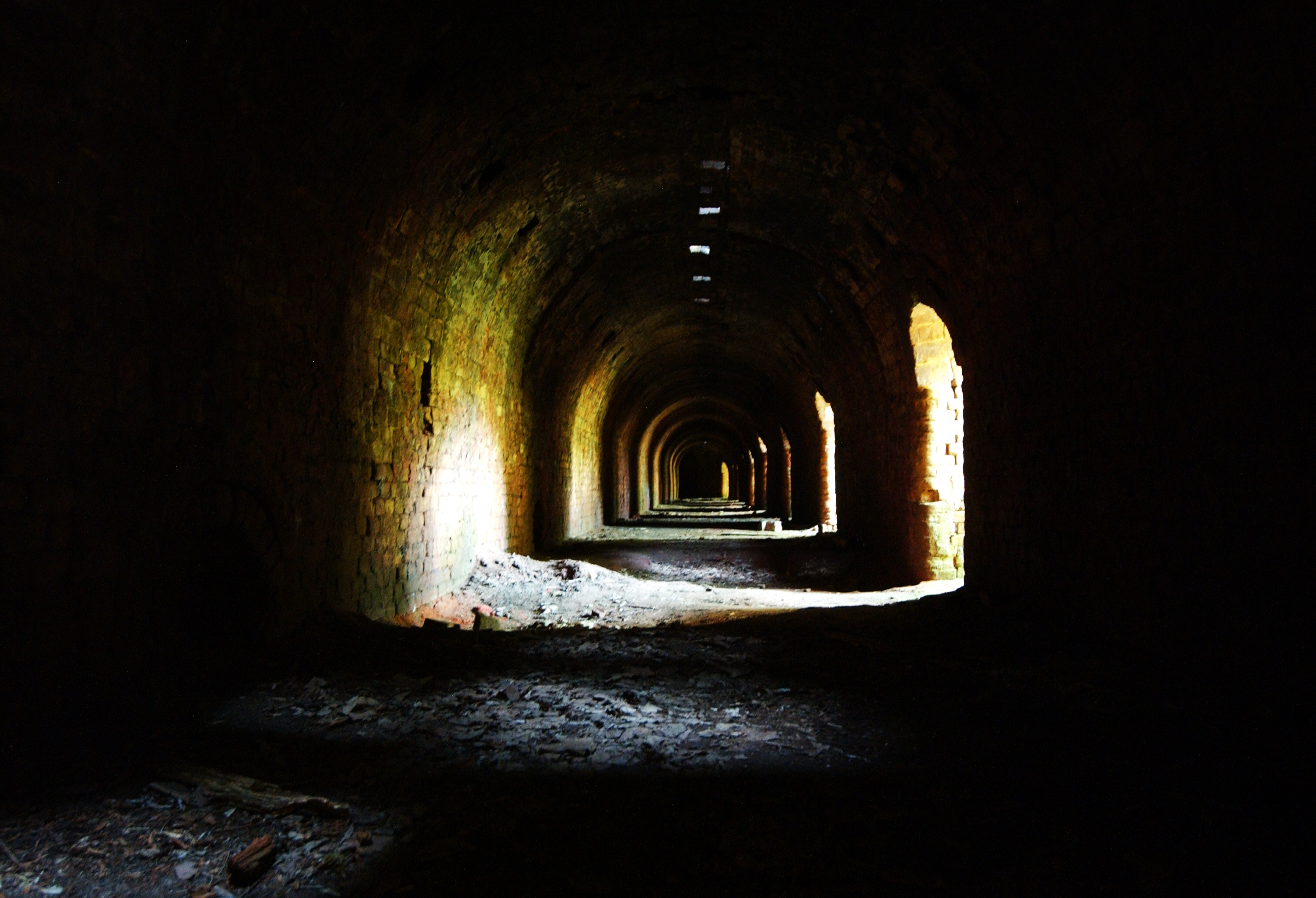
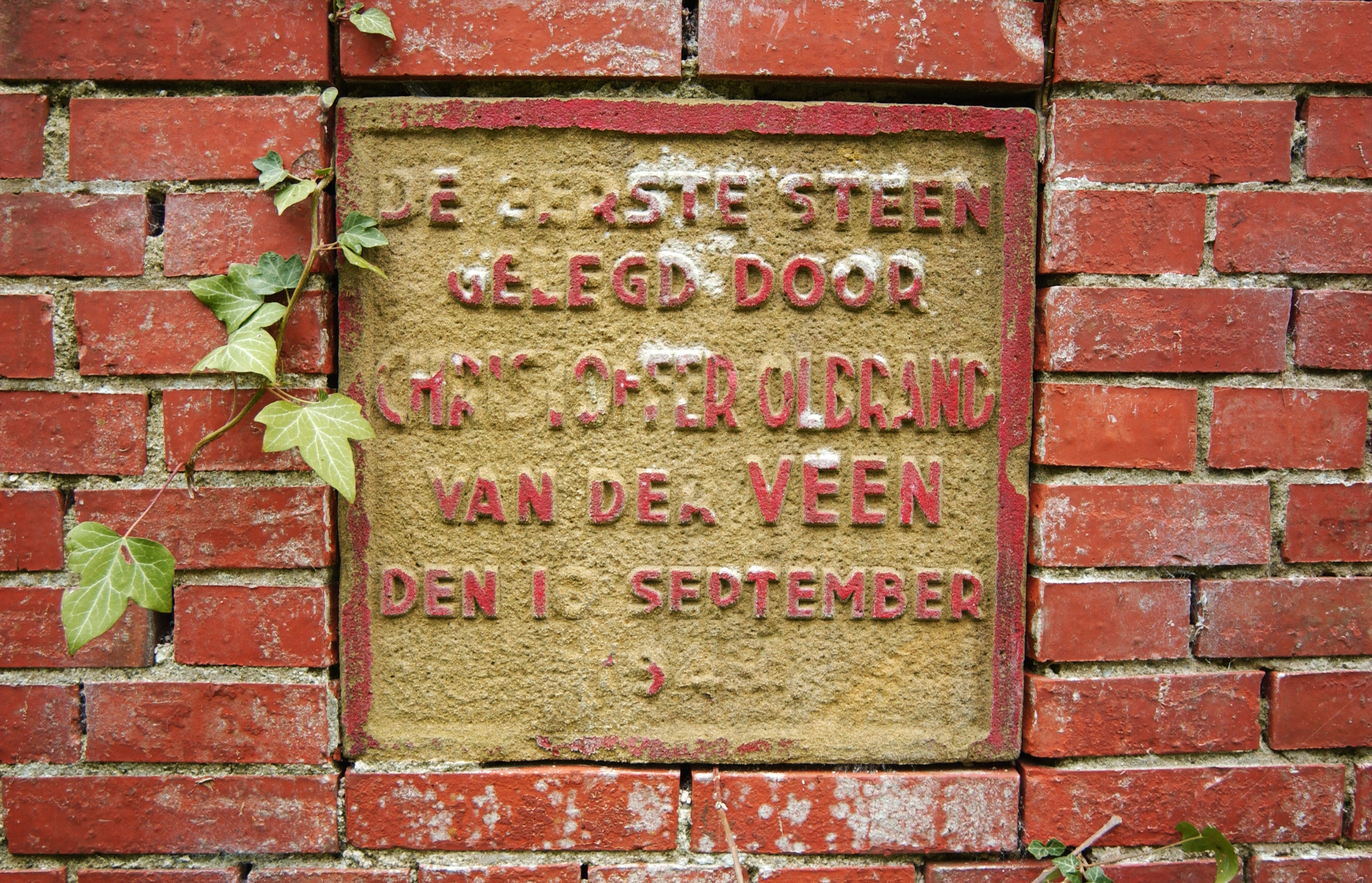
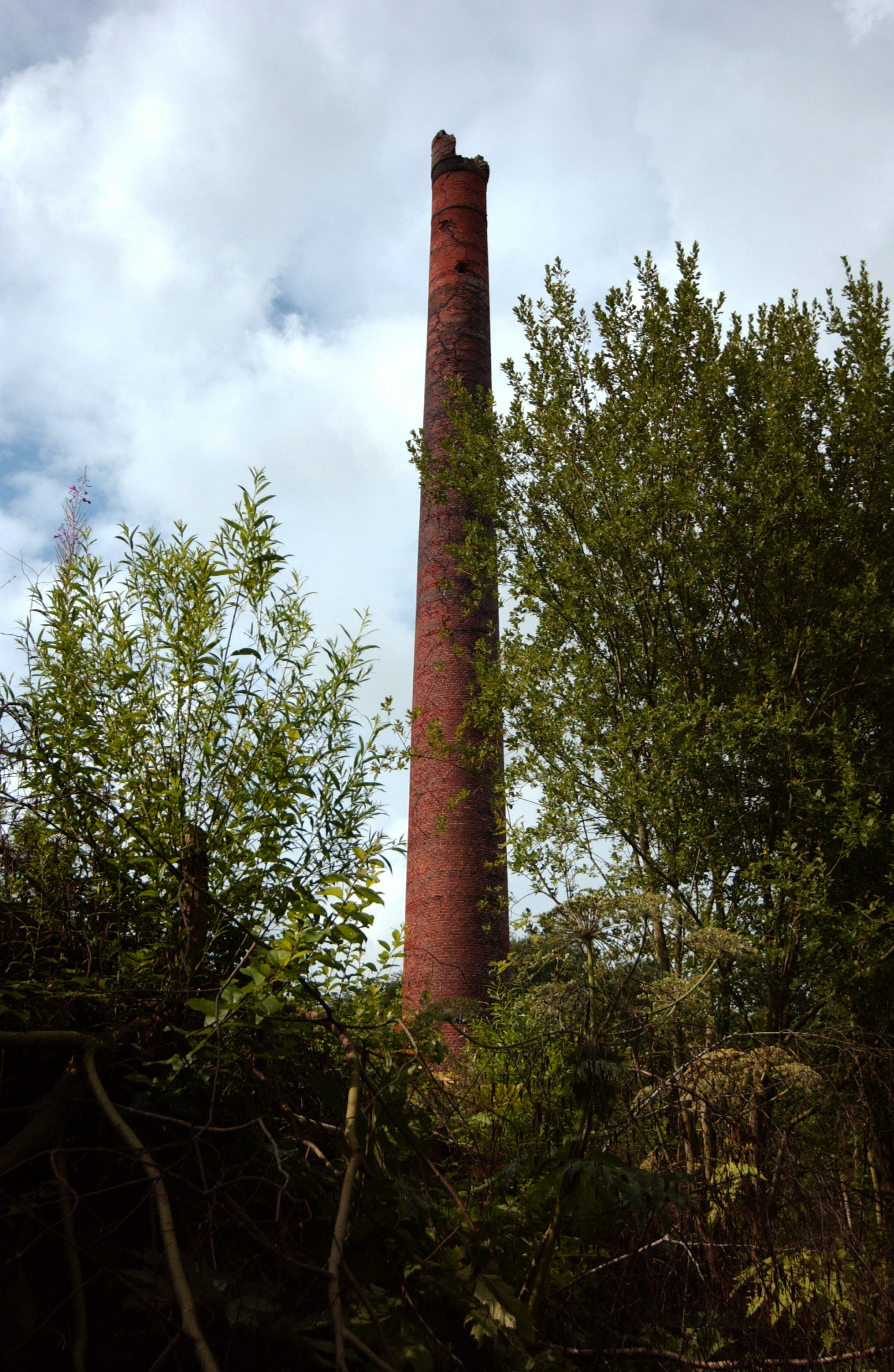